# دهستان گوری
دهستان گوری یکی از دهستان‌های بخش خمک در شهرستان زهک استان سیستان و بلوچستان ایران است.